# Rahatjoŭ rajon
Rahatjoŭ rajon (belarusiska: Рагачоўскі раён: Rahatjoŭski rajon), även Rogatjov rajon (ryska: Рогачёвский район: Rogatjovskij rajon) är ett distrikt i Belarus. Huvudort är Rahatjoŭ och ligger i Homels voblast, i den centrala delen av landet, 190 km öster om huvudstaden Minsk.